# Орден Железной короны (наполеоновский)
Орден Железной короны (итал. Ordine della Corona ferrea, фр. Ordre de la Couronne de fer) — орден, учреждённый 5 июня 1805 года в Милане Наполеоном I в качестве короля Италии как аналог ордена Почётного легиона, который был учерждён и вручался им же в качестве императора французов. Орден просуществовал менее десяти лет — вплоть до падения Наполеоновской империи. Его преемниками считали себя два других ордена: австрийский орден Железной короны (вручался в 1816—1918 годах) и итальянский орден Короны Италии (вручался в 1868—1946 годах как государственный; с тех пор — династическая награда Савойского дома).

## Название и предыстория

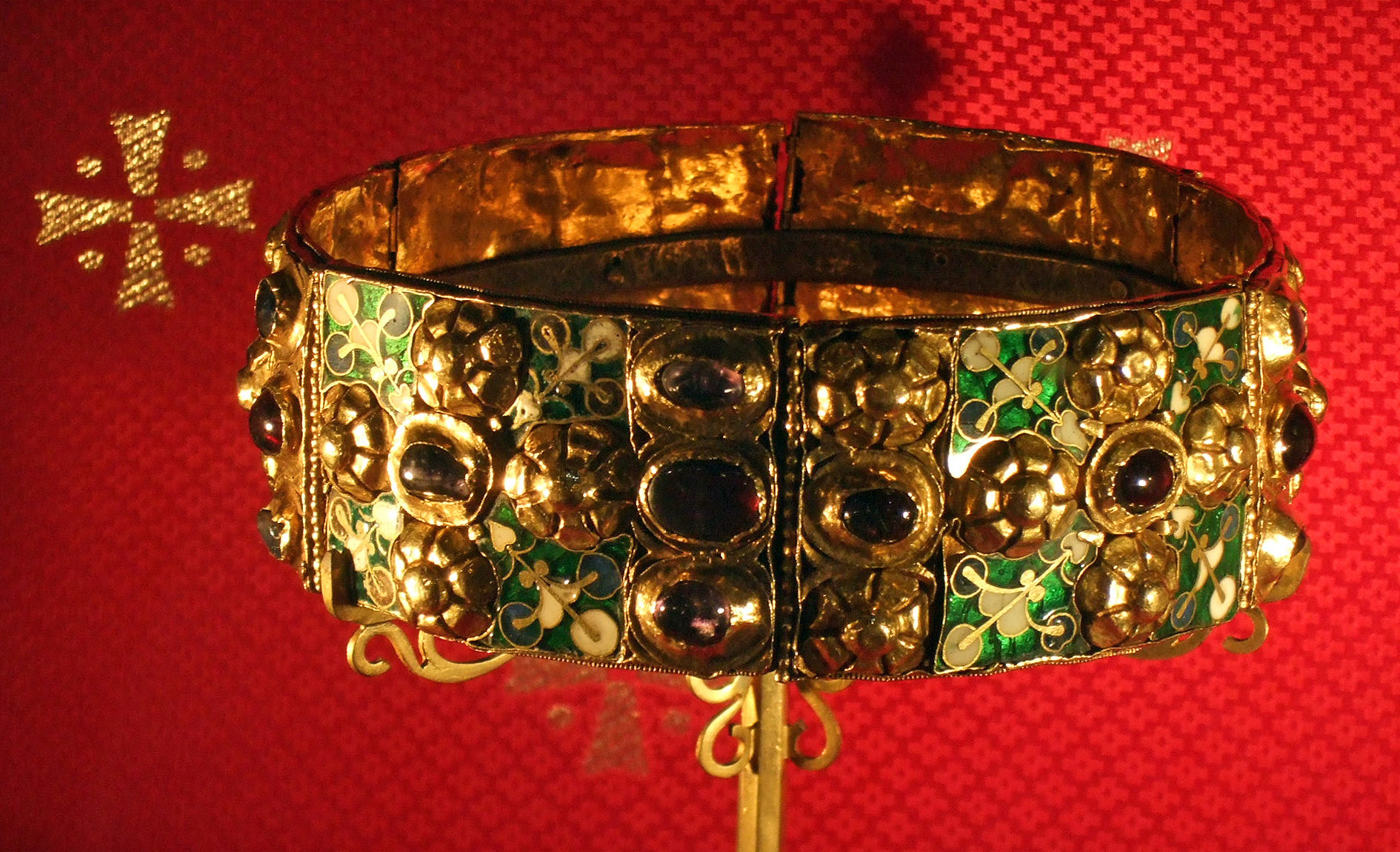
Железная корона

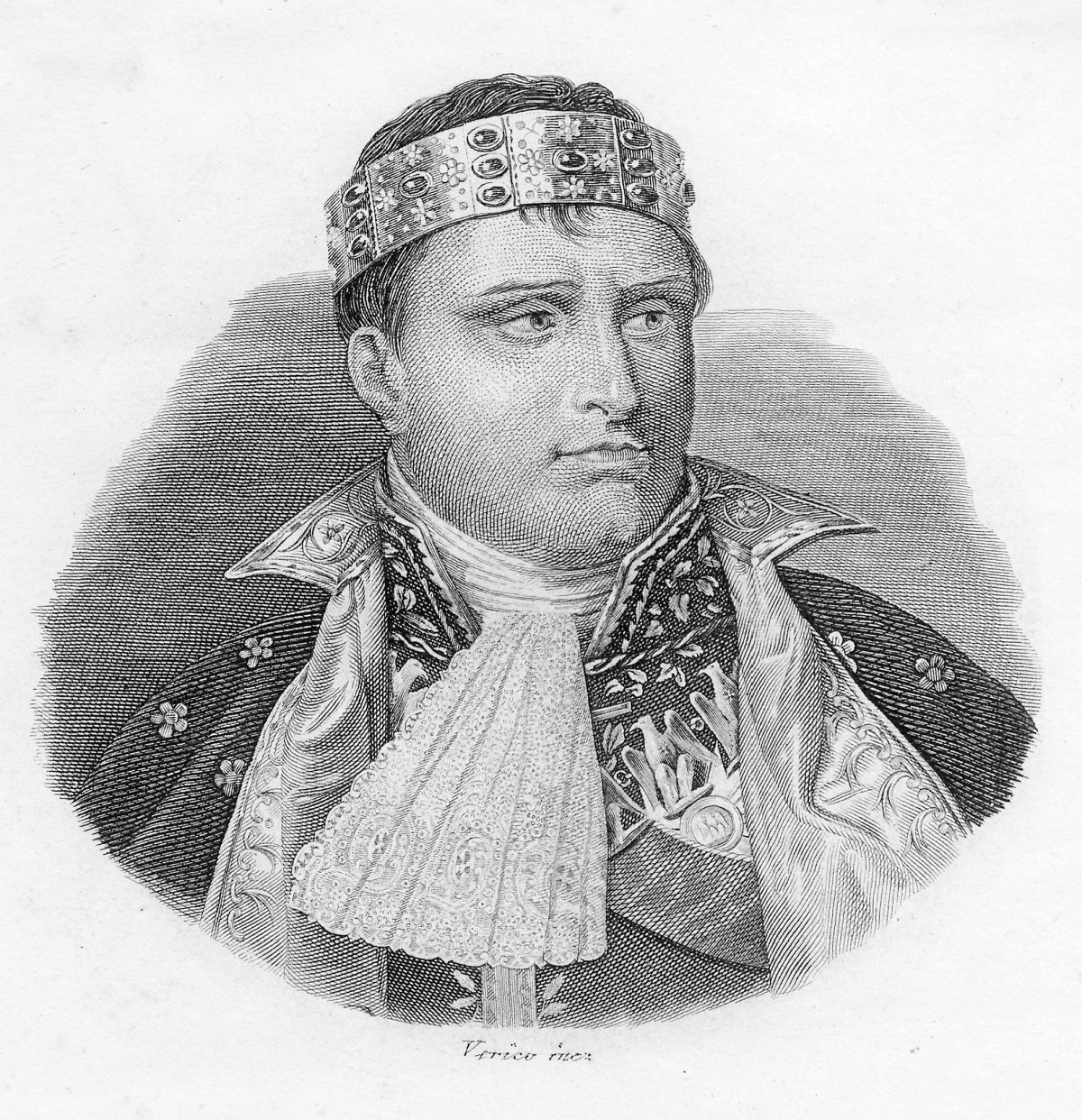
Наполеон в Железной короне

Железная корона, также известная, как Лангобардская или Итальянская корона, представляет собой раннесредневековую реликвию, символизирующую суверенную власть над Италией. Ею, в частности, короновался Карл Великий, однако сама корона может быть на несколько столетий старше: легенда, существовавшая, вероятно, уже при Карле, называет годом её создания 593, а первыми владельцами — лангобардского короля Агилульфа и его супругу Теодолинду.
В дальнейшем корона много столетий хранилась в соборе Иоанна Крестителя в Монце близ Милана. После Карла Великого ей короновались германские императоры вплоть до Карла V включительно.
В начале XIX века Наполеон, завоевав Северную Италию (дважды; сначала в 1796 году, а затем в 1800, когда он одержал в битве при Маренго решающую победу над австрийскими войсками, вернувшими себе контроль над Италией благодаря победам фельдмаршала Суворова), вспомнил о Железной короне. Первоначально северная Италия, попав под контроль революционной Франции, была провозглашена республикой (т. н. Цизальпинская республика), однако, став императором, Наполеон пожелал и многие другие свои владения превратить в монархии.
Было провозглашено создание Королевства Италия, которое, однако, охватывало только северо-восточную часть страны — Ломбардию, Венецию, Эмилию-Романью, и некоторые другие территории. Находившиеся западнее Лигурия и Пьемонт (с городами Генуя и Турин соответственно) были включены напрямую в состав Франции; к югу лежали многочисленные квазинезависимые монархии, которые Наполеон раздал мужьям своих сестёр — Элизы (Великое герцогство Тосканское, Княжество Лукка и Пьомбино), Полины (герцогство Гвасталла) и Каролины (Неаполитанское королевство); два небольших княжества достались также Талейрану (Беневенто) и Бернадоту (Понтекорво).
Хотя Королевство Италия считалось независимым от Франции, его королём был провозглашён Наполеон, а вице-королём — его пасынок, принц Евгений Богарне, сын императрицы Жозефины от первого брака. Столицей королевства стал Милан. 
Весной 1805 года Наполеон, к тому времени уже короновавшийся в соборе Нотр-Дам-де-Пари как император французов, в сопровождении большой свиты совершил торжественное путешествие в Италию, где 26 мая 1805 года в Миланском соборе («Дуомо») был коронован доставленной из Монцы Железной короной, как король Италии.
А уже 5 июня 1805 года, всё еще находясь в Милане, Наполеон своим указом учредил для Итальянского королевства новый орден.

## Организация ордена

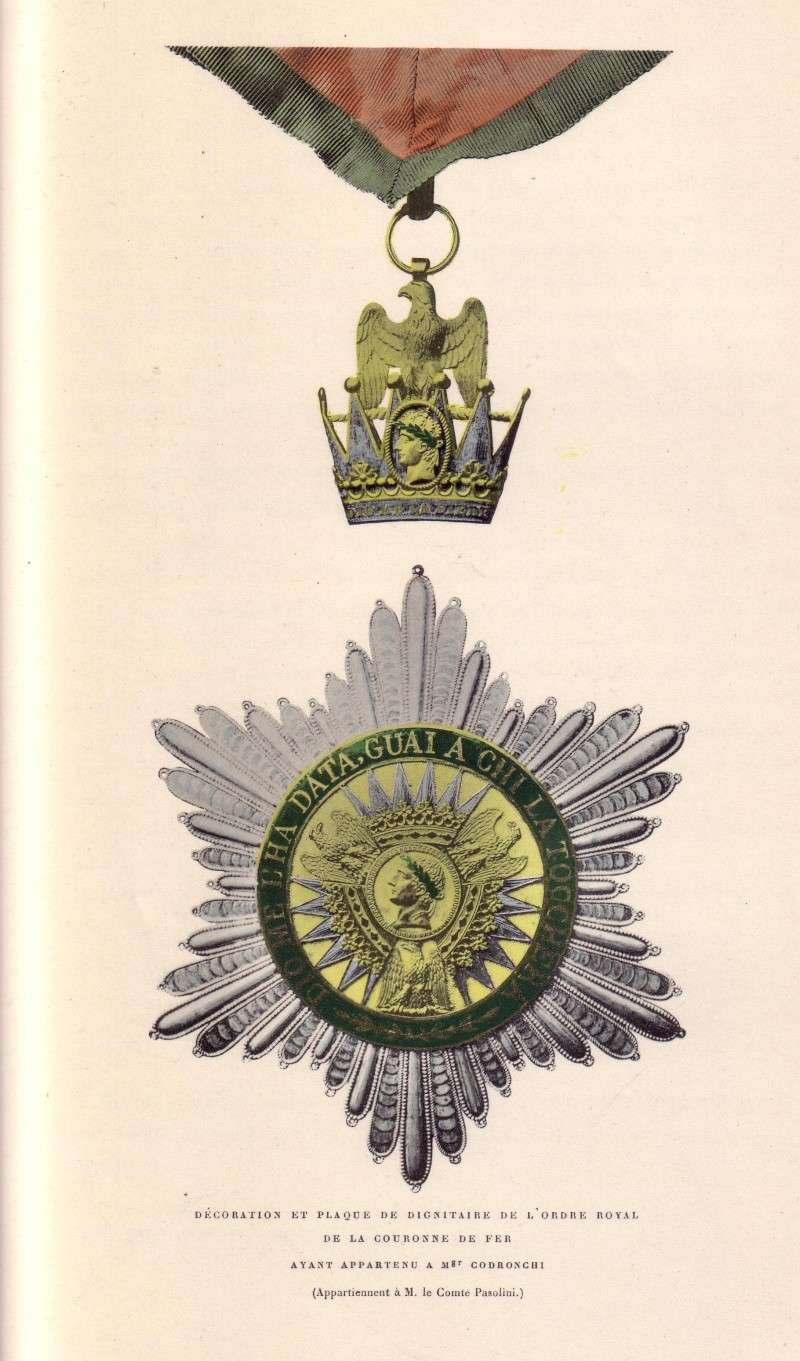
Знак и звезда ордена Железной короны степени сановника (большой крест)

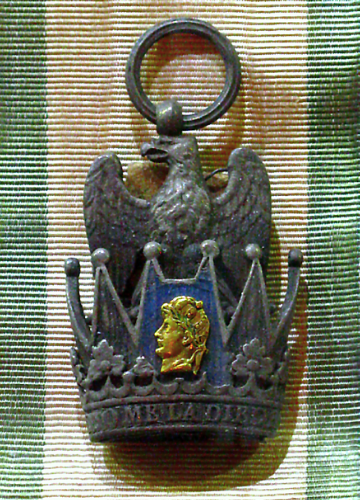
Знак ордена Железной короны кавалерской степени.

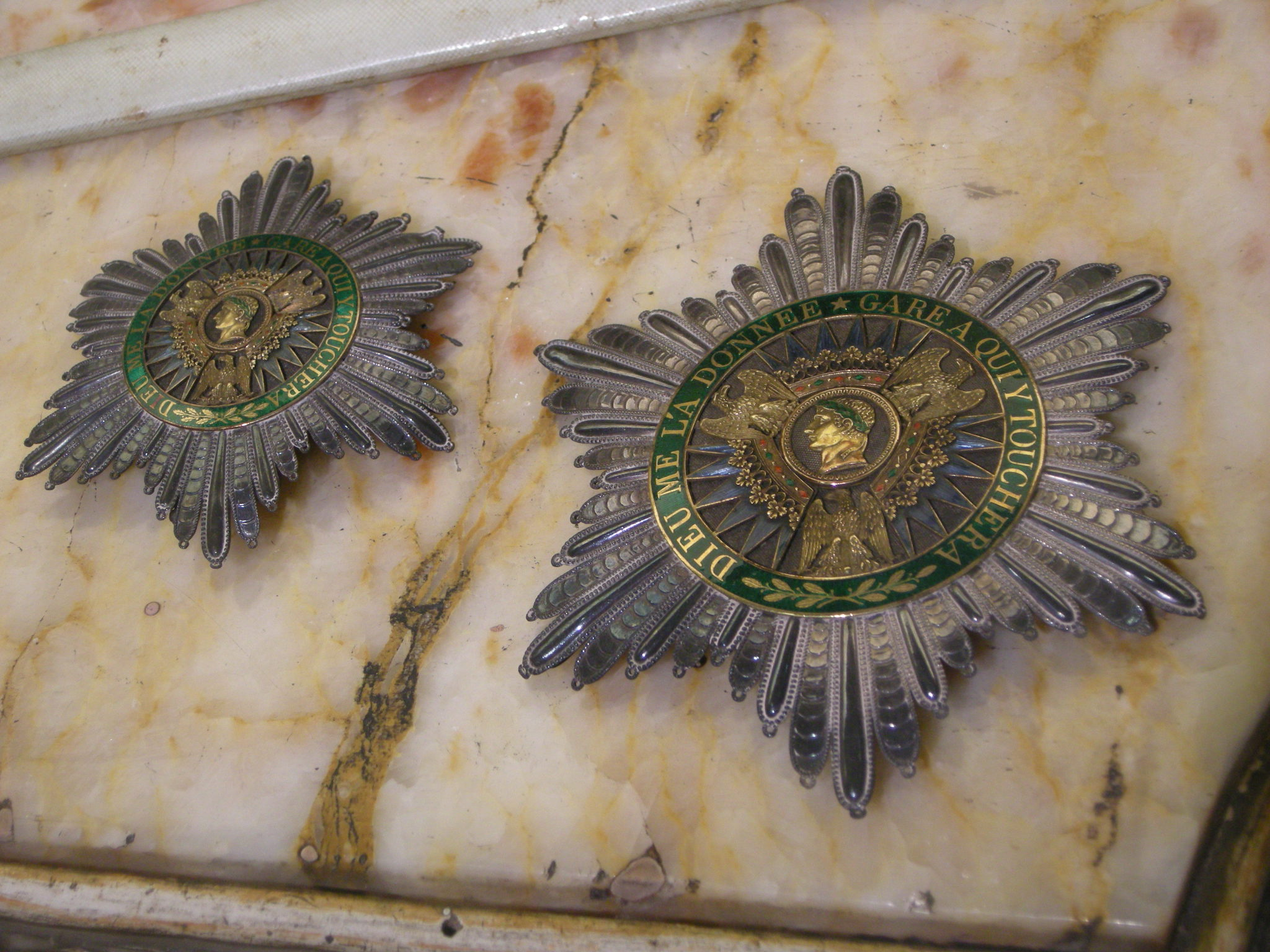
Звёзды ордена Железной короны степени сановника (большой крест).

Знак ордена Железной короны степени сановника (большой крест).

Хотя орден Железной короны, как и орден Почётного легиона, изначально учреждался, как награда, он, тем не менее, старательно копировал внешнюю структуру рыцарской орденской корпорации.
Орден Железной короны имел три класса посвящения (степени): сановник (кавалер большого креста), командор, и рыцарь (кавалер). Количество членов ордена, которые могли состоять в нём (иметь его) одновременно было лимитировано. Всего могло быть не более 20 кавалеров большого креста, 100 командоров и 500 кавалеров, всего 620 человек. Если бы лимит был израсходован полностью, то для производства следующих награждений необходимо было бы ждать смерти кого-то из прежних получателей ордена (однако, на практике лимит также мог быть просто повышен очередным указом).
При этом Наполеон специально оговаривал, что из этого числа 5 мест для сановников, 25 для командоров и 200 для рыцарей были зарезервированы для генералов и офицеров французской армии, которые своими отличиями на поле боя (особенно при Маренго) способствовали созданию Итальянского королевства.
Награждение иностранцев (не итальянцев и не французов), в том числе, иностранных монархов, производилось сверх квоты. Таким образом, по мысли Наполеона, орден должен был включать в себя 230 французов, 390 итальянцев и неопределённый круг иностранцев.
Награждение орденом производилось от низшей степени к высшей.
Для членов ордена были установлены пожизненные денежные выплаты (т.н. рента): 3 000 итальянских лир в год для кавалеров большого креста, 700 лир для командоров и 300 для кавалеров.
Церемония награждения орденом (официально: приёма новых членов) производилась один раз в год, в праздник Вознесения господня, в Миланском кафедральном соборе, где новые члены ордена приносили орденскую присягу в рамках торжественной церемонии.
Орден «управлялся» Большим советом (орденский капитулорденским капитулом), состоявшим из Великого магистра, Великого канцлера, казначея, обер-церемониймейстера, двух церемониймейстеров и всех сановников (кавалеров Большого креста).
Великим канцлером ордена был назначен министр Иностранных дел Итальянского королевства (и, по совместительству, посол Италии во Франции) Фердинандо Марескальки, а казначеем — Антонио Альдини.

## Знаки ордена
Знак ордена имел необычную форму. Он представлял собой одноглавого французского орла, восседающего на стилизованном изображении короны, украшенной профилем Наполеона и латинским девизом. В отличие от подавляющего большинства европейских орденов того времени, знак ордена имел не форму креста (даже орден Почётного легиона выглядел, как весьма своеобразный пятилучевой крест). Никакие отсылки к религиозной символике не использовались.
Звезда ордена, полагавшаяся только кавалером большого креста, выполнялась из белого металла и имела пять лучей. В её центре находился профиль Наполеона в обрамлении трёх одноглавых орлов, трёх стилизованных корон (таких же, как на знаке) и девиза. Девиз был написан золотом по зелёной эмали. Лавровый венок на голове Наполеона также украшала зелёная эмаль. Изображения Наполеона, орлов  и, частично, корон в центре звезды были позолочены. 
Лента ордена была жёлтой с двумя тонкими зелёными полосками по краям. Кавалеры ордена носили на груди серебряный знак ордена, командоры — такой же золотой, кавалеры большого креста носили орден либо на шее, либо на ленте через правое плечо в сочетании со звездой.
| centré                                                                             |
| Правила ношения ордена. Слева направо: кавалер, командор, кавалер большого креста. |

## Кавалеры ордена
В числе кавалеров большого креста (сановников) ордена были наполеоновские маршалы Мюрат (король Неаполитанский, муж Каролины Бонапарт), Бернадот, Бертье, Ожеро, Массена и Серюрье; дивизионные генералы Ларибуазьер, Лористон и Сорбье; высшие сановники Итальянского королевства и других марионеточных государств Италии (Марескальки, Альдини, Мельци, Мастрилли), поддержавшие Наполеона представители знатнейших итальянских семей (Антонио Литта-Висконти-Аррезе, Камилло Боргезе (муж Полины Бонапарт) и др.), а также братья Наполеона — Жозеф, Луи и Жером, пасынок Евгений Богарне (вице-король Италии) и другие.

## Дальнейшая история
После окончания Наполеоновских войн практически все земли Итальянского королевства были включены в состав Австрийской империи. В Австрии в 1816 году  орден Железной короны был возрождён. 
Знак австрийского ордена  представлял собой переработанную версию оригинального знака: одноглавый французский орёл был заменён австрийским, изображение Наполеона — вензелем императора Австрии, который был перемещён с короны на грудь орла, изображение Железной короны приближено к её реальному виду. Орденская лента сохранила в качестве основного жёлтый цвет, однако зелёные полосы по краям были заменены синими.
В ходе Объединения Италии (Рисорджименто) итальянцы стали рассматривать «присвоение» австрийцами ордена, как оскорбительное. Поэтому в 1868 году был учреждён орден Короны Италии. Знаки этого ордена не имели ничего общего с наполеоновским и австрийским орденами, имели традиционную форму крестов, однако в их центральных медальонах находилось изображение Железной короны. Тем не менее, австрийцы продолжали вручать свой орден вплоть до распада Австро-Венгрии по результатам Первой мировой войны. Итальянский орден Короны Италии просуществовал вплоть до упразднения монархии в это стране в 1946 году, после чего продолжил вручаться как династический орден свергнутой династии.

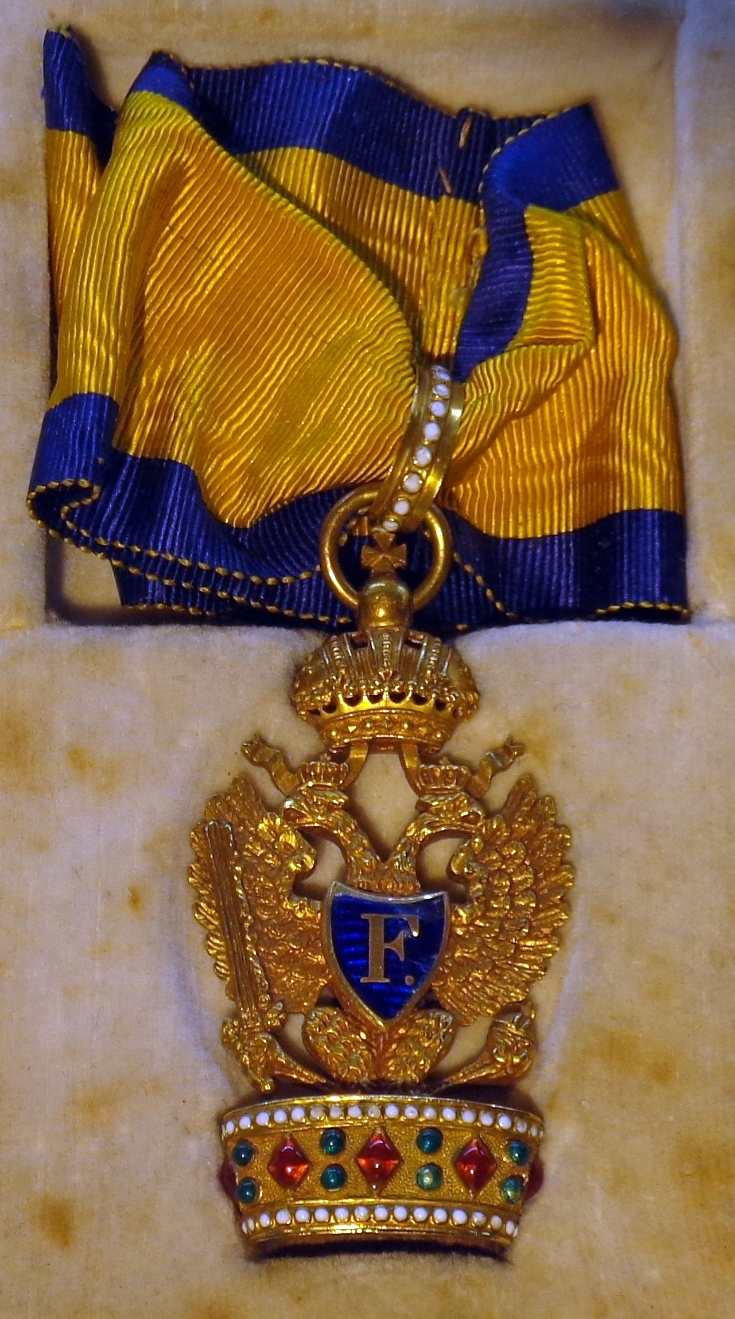
Знак австрийского ордена Железной короны.
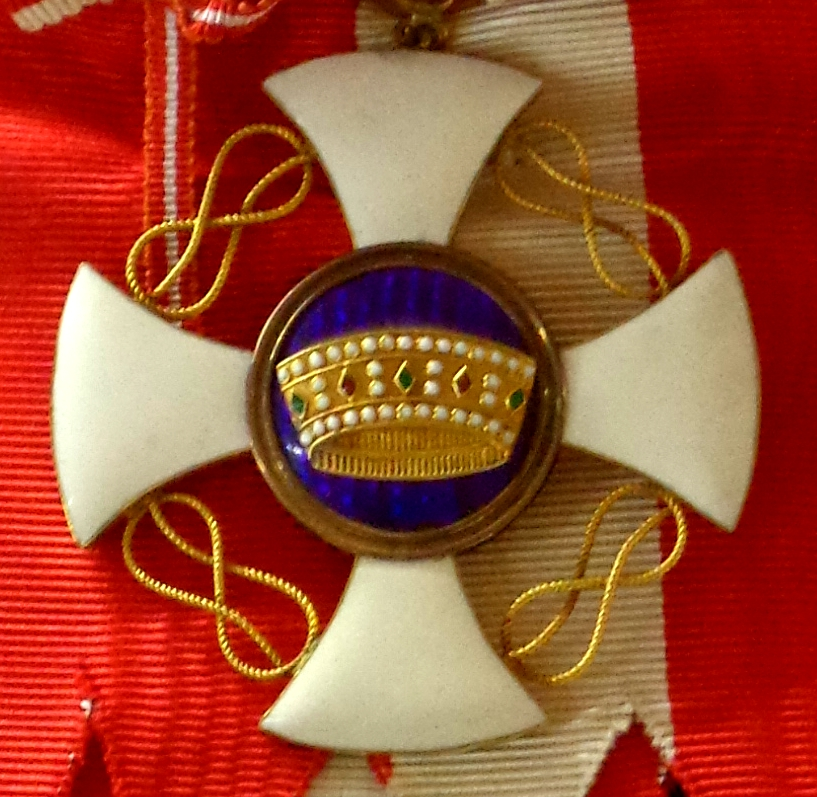
Знак ордена Короны Италии. Хорошо видно изображение Железной короны в центре знака.